# Лукиан (Пантелич)
Митрополит Лукиа́н (серб. Митрополит Лукијан, в миру Во́ислав Па́нтелич, серб. Војислав Пантелић; род. 19 августа 1950, село Мол, община Ада, Северно-Банатский округ) — епископ Сербской православной церкви, митрополит Будимский, временно управляющий Тимишоарской епархией.

## Биография
На будущего владыку оказала влияние набожная бабушка, которая всегда шла пешком, когда бывали паломничества, и дети ходили с ней. Бабушка была русской и до её кончины в 1974 году в их доме говорили по-русски. В селе проживали сербы, венгры, украинцы, русины. С раннего детства вместе с бабушкой и родителями — преподавателями начальной школы — ходил в православную церковь, со временем стал звонить, петь в хоре и помогать священнику.
После окончания школы поступил в гимназию в городе Сента, по окончании которой поступил на юридический факультет Белградского Университета. Здесь он ходил в Свято-Троицкую русскую церковь.
В 1974—1975 году служил в вооруженных силах, в Любляне (ныне Словения).
После армии он вернулся в Белград и в 1975 году поступил в Православную семинарию, теперь вернувшуюся в состав Белградского университета, которую закончил в 1979 году.
В 1978 году он побывал на Афоне, в Хилендарском монастыре, и, повстречавшись с многими духовниками и монахами, решил принять монашество.
Не дождавшись окончания семинарии, на последнем году он ушёл в монастырь и сдавал последние экзамены, уже находясь в обители близ Крагуевца. Епископ Шумадийский Савва (Вукович) постриг его в монашество 10 июня 1979 года в Дивостинском монастыре, а затем рукоположил его в иеромонаха в 1981 году в монастыре святой Мелании в Зренянине. В монастыре у отца Лукиана был небольшой приход и хороший духовник, отец Николай.  
В 1984 году решением очередного Священного Архиерейского Собора был избран епископом Моравичским, вторым патриаршим викарием. 1 июля того же года состоялась его епископская хиротония, которую совершили патриарх Сербский Герман, епископ Бранический Хризостом (Войнович), епископ Шумадийский Савва (Вукович), епископ Рашско-Призренский Павел (Стойчевич), епископ Жичский Стефан, епископ Нишский Ириней (Гаврилович), епископ Зворикско-Тузланский Василий (Качавенда) и епископ Марчанский Даниил (Крстич).
В течение следующего года епископ Лукиан вновь жил в Белграде, при патриархе и его первом викарии Данииле (Крстиче).
18 мая 1985 года избран епископом Славонским. Новая его кафедра располагалась в Пакраце, и в её ведение входила северная часть Хорватии. Когда он приехал на кафедру, в епархии было лишь десять священников, около сорока церквей и три монастыря, многие храмы были полуразрушены.
С началом военных действий в 1991 году оказался отрезан от своей резиденции, а потом — арестован хорватами, проведя в заключении более двух месяцев. Через отца Василия Тарасьева из русского подворья в Югославии сербский патриарх Павел связался с Москвой и благодаря заступничеству России хорваты освободили епископа Лукиана. 
Месяц он провёл в Жичском монастыре, после чего вернулся в Славонию, в западную часть на территории Сербской Республики Краины на границе с той частью Боснии, которую удерживали боснийские сербы. В селе Окучане на реке Савва он прожил до 1995 года. Жил владыка в семье одного из священников, деля одну комнату и кухню с батюшкой, его женой, четырьмя детьми, зятем и одним из монахов. Они служили ежедневно утреню и вечерню, совершали литургии. Епископ Лукиан окормлял ещё три прихода, создал детский хор.
В мае 1995 года хорватские силы захватили эту последнюю часть Сербской Республики Краины, и владыка был изгнан вместе с другими сербами. По дороге колонны людей подвергались обстрелу и множество было убито. По прибытии в Сербию, он и епископ Бачский Ириней (Булович) были посланы патриархом Павлом в Рим, на проходившую в то время там заседание Конференции Европейских церквей, для того чтобы рассказать с амвона о происшедшем, но их не допустили выступать перед конференцией, а предложили лишь создать комиссию из двух-трёх человек для выслушивания их проблем.
В середине мая 1995 года на очередном заседании Священного Архиерейского Собора Сербской Православной Церкви было определено, что Славонской епархии на деле больше нет, в виду чего владыка Лукиан, с сохранением прежнего титула, был направлен в Америку, преподавателем семинарии в Чикаго и помощником митрополита Иринея (Ковачевича).
13 мая 1996 года решением Священного Архиерейского Собора епископ Лукиан был переведён в Румынию, временно управляющим Тимишоарской епархии.
31 мая 2002 года Священным Архиерейским Собором назначен правящим архиереем Будимской епархии в Венгрии, оставив за ним также управление Тимишоарской.

## Награды
- Орден Звезды Карагеоргия I степени (2022)[2].
- Командор ордена Заслуг (2022, Венгрия)[3].